# Чемпионат СССР по лёгкой атлетике 1928
В качестве чемпионата СССР по лёгкой атлетике 1928 года впоследствии были признаны результаты советских спортсменов в 35 видах легкоатлетической программы (из 63 проведённых) Всесоюзной спартакиады, прошедшей с 11 по 21 августа на Стадионе профсоюза пищевиков (Москва).

## Медалисты

### Мужчины
| Вид               | 1 место                                                  | Результат | 2 место                        | Результат | 3 место                                   | Результат |
| ----------------- | -------------------------------------------------------- | --------- | ------------------------------ | --------- | ----------------------------------------- | --------- |
| Бег на 100 м      | Тимофей Корниенко (Дальневосточный край)                 | 10,9      | Иван Потанин (Сибирь)          | 11,0      | Марк Подгаецкий (Харьков)                 | 11,1      |
| Бег на 200 м      | Тимофей Корниенко (Дальневосточный край)                 | 22,6      | Марк Подгаецкий (Харьков)      | 22,7      | Григорий Пужный (Москва)                  | 22,9      |
| Бег на 400 м      | Марк Подгаецкий (Харьков)                                | 50,2      | Иван Козлов (Ленинград)        | 51,7      | С. Кедров (Москва)                        | 52,8      |
| Бег на 800 м      | Арне Кивекяс (Ленинград)                                 | 2.02,4    | В. Кожушко (Харьков)           | 2.02,7    | Борис Цельев (Москва)                     | 2.09,2    |
| Бег на 1500 м     | Николай Денисов (Москва)                                 | 4.08,8    | А. Алексеев (Ленинград)        | 4.17,4    | Борис Цельев (Москва)                     | 4.19,0    |
| Бег на 5000 м     | Алексей Максунов (Ленинград)                             | 15.50,7   | Григорий Потёмин (Москва)      | 16.12,0   | С. Рогачёв (Москва)                       | 16.18,0   |
| Бег на 10000 м    | Алексей Максунов (Ленинград)                             | 32.34,0   | А. Панов (Ленинград)           | 33.57,4   | Н. Подземков (Дальневосточный край)       | 34.14,5   |
| Эстафета 4х100 м  | Сибирь (Коротков, Меринов, Нестеров, И. Потанин)         | 44,8      | Северный Кавказ                | 45,6      |                                           |           |
| Эстафета 4х400 м  | Москва (В. Чулицкий, А. Лаушкин, Ф. Горбунов, С. Кедров) | 3.31,8    | Украинская ССР                 | 3.32,8    | Ленинград                                 | 3.35,9    |
| 110 м с барьерами | Николай Овсянников (Ташкент)                             | 16,2      | С. Юрасов (РСФСР)              | 17,3      | В. Владимиров (Москва)                    | 17,4      |
| 400 м с барьерами | Василий Поликарпов (Ленинград)                           | 59,6      |                                |           |                                           |           |
| Прыжок в высоту   | Владимир Дьячков (Москва)                                | 1,75      | Юрий Дунаев (Ташкент)          | 1,75      | Пётр Истаманов (Майкоп)                   | 1,70      |
| Прыжок с шестом   | Николай Озолин (Москва)                                  | 3,60      | Владимир Дьячков (Москва)      | 3,40      | Владимир Добрынин (Москва)                | 3,40      |
| Прыжок в длину    | Александр Парфианович (Ростов-на-Дону)                   | 6,61      |                                |           |                                           |           |
| Тройной прыжок    | Николай Арбузников (Поволжье)                            | 13,26     | Николай Овсянников (Ташкент)   | 13,205    | Юрий Дунаев (Ташкент)                     | 12,75     |
| Толкание ядра     | Дмитрий Марков (Москва)                                  | 12,76     | Калиникас Хаспабов (Ленинград) | 12,61     | Сергей Ляхов (Ашхабад)                    | 12,18     |
| Метание диска     | Калиникас Хаспабов (Ленинград)                           | 41,23     | Дмитрий Марков (Москва)        | 39,87     | Сергей Ляхов (Ашхабад)                    | 39,71     |
| Метание копья     | Анатолий Решетников (Ленинград)                          | 61,77     | Н. Платонов (Москва)           | 51,94     | А. Тузов (Центральный промышленный район) | 51,81     |
| Метание молота    | Сергей Ляхов (Ашхабад)                                   | 38,61     | Александр Чистяков (Москва)    | 37,69     | А. Хитров (Москва)                        | 34,10     |
| Метание гранаты   | Николай Арбузников (Поволжье)                            | 72,98     |                                |           |                                           |           |
| Пятиборье         | Александр Дёмин (Москва)                                 | 2790      |                                |           |                                           |           |
| Десятиборье       | Александр Дёмин (Москва)                                 | 6050      | Борис Дьячков (Москва)         | 5503      | Роберт Люлько (Москва)                    | 5339      |

### Женщины
| Вид              | 1 место                                                    | Результат | 2 место                         | Результат | 3 место                                          | Результат |
| ---------------- | ---------------------------------------------------------- | --------- | ------------------------------- | --------- | ------------------------------------------------ | --------- |
| Бег на 100 м     | Мария Шаманова (Москва)                                    | 12,6      | Пелагея Стогова (Ленинград)     | 13,0      | М. Макарова (Ленинград)                          | 13,2      |
| Бег на 200 м     | Пелагея Стогова (Ленинград)                                | 27,4      | Ираида Тихонова (Москва)        | 27,6      | А. Червецова (Центральный земледельческий район) | 27,7      |
| Бег на 400 м     | Елизавета Кузнецова (Ленинград)                            | 1.01,2    | Н. Щербакова (УССР)             | 1.07,7    |                                                  |           |
| Бег на 500 м     | Тамара Орлова (Ленинград)                                  | 1.22,8    |                                 |           |                                                  |           |
| Бег на 800 м     | Анфиса Спиридонова (УССР)                                  | 2.23,6    | А. Ильина (Ленинград)           | 2.24,0    | Тамара Орлова (Ленинград)                        | 2.24,4    |
| Бег на 1000 м    | Анфиса Спиридонова (УССР)                                  | 3.16,6    |                                 |           |                                                  |           |
| Эстафета 4х100 м | Москва (И. Тихонова, А. Дьякова, В. Кулагина, М. Шаманова) | 51,9      | Ленинград                       | 52,4      | Центральный промышленный район                   | 54,3      |
| Прыжок в высоту  | Нина Янушовская (Ленинград)                                | 1,40      | В. Кордакова (Урал)             | 1,40      | П. Юшаева (Тула)                                 | 1,40      |
| Прыжок в длину   | Мария Шаманова (Москва)                                    | 5,31      | Елизавета Кузнецова (Ленинград) | 4,81      | Микульская (Сибирь)                              | 4,80      |
| Толкание ядра    | Антонина Билида (Ленинград)                                | 9,05      | О. Модникова (Луганск)          | 8,65      | Александра Бункина (Москва)                      | 8,40      |
| Метание диска    | Любовь Шевченко (БССР)                                     | 25,78     | Александра Тикунова (Ташкент)   | 25,33     | Т. Васина (Киев)                                 | 25,22     |
| Метание копья    | Ольга Умнова (Новосибирск)                                 | 30,18     | В. Галка (Ленинград)            | 29,81     | Н. Герасимова (Москва)                           | 29,16     |
| Пятиборье        | Ольга Умнова (Сибирь)                                      | 2459      | Е. Пушкина (Тула)               | 2458      | А. Червецова (Центральный земледельческий район) | 2269      |

## Командное первенство
1. РСФСР;
2. Украинская ССР;
3. Белорусская ССР.